# Wälder in der Lewitz
Wälder in der Lewitz este o arie protejată (arie specială de conservare — SAC, sit de importanță comunitară — SCI) din Germania întinsă pe o suprafață de 999 ha, integral pe uscat.

## Localizare
Centrul sitului Wälder in der Lewitz este situat la coordonatele 53°28′51″N 11°36′48″E / 53.4808°N 11.6133°E.

## Înființare
Situl Wälder in der Lewitz a fost declarat sit de importanță comunitară în decembrie 1999 pentru a proteja 1 specie de animale. Situl a fost protejat și ca arie specială de conservare în august 2016.

## Biodiversitate
Situată în ecoregiunea continentală, aria protejată conține 4 habitate naturale: Lacuri eutrofice naturale cu vegetație de tip Magnopotamion sau Hydrocharition, Păduri de fag Luzulo-Fagetum, Păduri de fag Asperulo-Fagetum, Păduri de stejar sau de stejar și carpen sub-atlantice și medio-europene de Carpinion betuli.
La baza desemnării sitului se află o specie protejată de  mamifere: vidră de râu (Lutra lutra)